# Jacob Ramsey
Jacob Matthew Ramsey (* 28. Mai 2001 in Birmingham, England) ist ein englischer Fußballspieler auf der Position eines Mittelfeldspielers, der seit 2019 bei Aston Villa unter Vertrag steht.

## Karriere
Ramsey unterzeichnete im Januar 2019 seinen ersten Profivertrag bei Villa. Sein Debüt in der A-Mannschaft gab Ramsey am 16. Februar 2019 beim 0:2-Heimspiel gegen West Bromwich Albion, als er für Conor Hourihane eingewechselt wurde.
Im August 2025 wechselte er zu Newcastle United.